# Secretaria de Cultura do Estado da Bahia
| Secretaria de Cultura do Estado da Bahia                                            |                                 |
| Rua Conselheiro Spínola, s/n Barris – Salvador, Bahia http://www.cultura.ba.gov.br/ |                                 |
| Criação                                                                             | 18 de janeiro de 1995 (30 anos) |
| Atual secretário                                                                    | Bruno Monteiro                  |
| Orçamento                                                                           | R$ 38,978,000 (2023)            |

A Secretaria de Cultura do Estado da Bahia (SECULT) é uma das secretarias que compõem a administração pública direta do Governo do Estado da Bahia que é responsável pela execução da política governamental destinada a apoiar a cultura, preservar a memória e o patrimônio cultural do Estado e promover o desenvolvimento da radiodifusão cultural e educativa no estado da Bahia.
Desde janeiro de 2023, o atual secretário é Bruno Monteiro, nomeado pelo governador Jerônimo Rodrigues que foi eleito em outubro de 2022.

## Colegiados vinculados
Os órgãos colegiados e entidades que estão vinculados à SECULT são.
- Conselho Estadual de Cultura;
- Instituto de Radiodifusão Educativa da Bahia (IRDEB).